# Фінансовий контроль
Фіна́нсовий контро́ль — це один із видів фінансової діяльності держави з перевірки суб'єктів господарювання всіх форм власності шляхом застосування встановлених чинним законодавством методів перевірок для виявлення і усунення недоліків у фінансовій звітності.
підприємства, установи, організації, які знаходяться на стадії розробки, (створення), або вже ведуть свою діяльність, підлягають обов'язковому фінансовому контролю. Також розподіл використання грошових фондів нє є виключенням для контролю за фінансовою діяльністю

## Загальна характеристика
Фінансовий контроль – це певна форма спостереження за формуванням, розподілом і використанням ресурсів усіма підрозділами корпоративного підприємства. Він спрямований на перевірку дотримання
встановлених лімітів, правильності й доцільності дій керівників усіх
рівнів і органів управління, оцінку ризиків та фінансового стану корпоративного підприємства. Фактично – це комплекс заходів щодо ефективного управління ліквідністю, доходами і витратами. Побудова
ефективної системи фінансового контролю впливає на фінансову стійкість корпоративного підприємства та дозволяє удосконалювати систему корпоративного управління.
Фінансовий контроль — це один з елементів управління фінансами; особлива діяльність по перевірці правильності вартісного розподілу валового національного продукту, утворення і витрачання фондів грошових коштів.
Принципи фінансового контролю:
- незалежність;
- гласність;
- превентивність (попереджувальний характер);
- дієвість;
- регулярність;
- об'єктивність;
- всеохопний характер.

В залежності від суб'єктів, що здійснюють фінансовий контроль, він поділяється на:
- Державний фінансовий контроль -- проводять державні органи влади і управління. Весь державний контроль поділяється на загальнодержавний і відомчий. Загальнодержавний контроль має надзвичайно велике значення, від його організації і дієвості багато в чому залежать шляхи економічного розвитку суспільного виробництва, рівень добробуту населення, масштаби тіньової економіки і економічних злочинів. Проводять загальнодержавний контроль Кабінет Міністрів України, Міністерство фінансів України, Державна фіскальна служба України, Державна аудиторська служба України (Держаудитслужба), місцеві державні адміністрації, Державний митний комітет та ін.
- Відомчий фінансовий контроль застосовується тільки по відношенню до підвідомчих підприємств та організацій і проводиться контрольно-ревізійними підрозділами міністерств і відомств. В останні роки у зв'язку з ліквідацією великої кількості міністерств, появою підприємств нових форм власності масштаби відомчого фінансового контролю значно скоротилися.
- Громадський фінансовий контроль — здійснюють громадські організації (партії, рухи, профспілкові організації).
- Аудит — незалежний зовнішній фінансовий контроль, заснований на комерційних засадах. Розвиток аудиту обумовлений:
  - неефективністтю відомчого контролю;
  - наявністю підприємств нових форм власності, для яких немає відомчого підпорядкування, тобто управляючих організацій, які здійснюють контроль за їхньою діяльністю;
  - неможливістю загальнодержавними органами фінансового контролю охопити регулярними і глибокими перевірками всі суб'єкти господарювання.

## Форми фінансового контролю
В залежності від часу проведення виділяють такі форми фінансового контролю:
- попередній, що проводиться до здійснення фінансових операцій;
- поточний, в процесі фінансових операцій (перерахування податків, зборів, утворення фондів грошових коштів, здійснення виплат та ін.);
- наступний, що проводиться після закінчення певних періодів, за підсумками місяця, кварталу, року.

За джерелами контролю:
- документальний — фінансовий контроль, що полягає в аналізі та перевірці первинної документації (кошторисів, балансів тощо), пов'язаної з рухом грошових коштів;
- фактичний — фінансовий контроль, під час якого проводиться аналіз як документів, так і матеріальних цінностей, рух яких документально закріплюється, перевіряється відповідність записів фактичним грошовим і матеріальним ресурсам.[1]

## Методи фінансового контролю
Методи фінансового контролю, як конкретні прийоми його проведення, поділяються на документальні (ревізії і перевірки) і натуральні (інвентаризація, лабораторний аналіз, контрольний обмір, контрольний запуск сировини у виробництво тощо).
Ревізія — це метод документального контролю за фінансово-господарською діяльністю підприємства, установи, організації, дотриманням законодавства з фінансових питань, достовірністю обліку і звітності, спосіб документального викриття недостач, витрат, привласнень та крадіжок коштів і матеріальних цінностей, попередження фінансових зловживань.
Перевірка — це обстеження і визначення окремих ділянок фінансово-господарської діяльності підприємства, установи, організації або їх підрозділів.
Ревізії бувають:
- комплексні, що охоплюють всі сторони діяльності підприємства;
- часткові (охоплюють лише окремі сторони);
- тематичні (одночасно проводяться в однотипних установах по певному переліку питань);
- планові і позапланові;
- суцільні і вибіркові (в залежності від повноти залучення документів).

В роботі податкових органів застосовуються також і непрямі методи контролю. Причиною використання даних методів можуть бути виявлення порушень у веденні бухгалтерського і податкового обліку, неведення обліку фактичних витрат виробництва, виявлення фактів приховування доходу (прибутку). Свідченням приховування доходів є постійне звітування платників податків про збитковість або про неведення господарської діяльності; невідповідність рівня життя керівників, засновників або фізичних осіб — суб'єктів підприємницької діяльності та членів їхніх сімей задекларованим доходам; відносини з фіктивними структурами; надання, отримання, погашення кредитів (позик); безпідставне збільшення обсягів здійснення операцій за готівкові кошти та ін.
Зміст непрямих методів полягає у відстеженні операцій, пов'язаних з господарською діяльністю платників податків, за допомогою інформації, отриманої з джерел інших, ніж звіти, декларації, записи і регістри бухгалтерського обліку. Проводиться ретельний аналіз отриманої інформації з метою визначення доходу і відповідного розміру податкових зобов'язань. Джерелами інформації можуть бути дані, отриманні в установленому порядку від органів державної влади, в тому числі митних органів, органів внутрішніх справ, банківських установ; звітні документи платника податку, що перевіряється; результати попередніх перевірок; обстежень виробничих, складських, торговельних та інших приміщень; відомості отримані від третіх осіб.
При виявленні розбіжностей між задекларованим доходом та доходом, визначеним із застосуванням непрямих методів, орган державної фіскальної служби у письмовій формі пропонує платнику податку документально обґрунтувати виявлену розбіжність. Якщо платник податку не може виконати цю вимогу шляхом використання легалізованих джерел, то оподаткування здійснюється на підставі даних встановлених непрямими методами контролю.
Найважливіше місце серед органів, які проводять загальнодержавний контроль, належить Державній фіскальній службі в Україні та Державній фінансовій інспекції України (з 2015 року - Державна аудиторська служба України).
Державна фіскальна служба України є центральним органом виконавчої влади.
В складі органів державної податкової служби створені спеціальні підрозділи по боротьбі з податковими правопорушеннями — податкова міліція.
Перед органами державної фіскальної служби України поставлені такі завдання: — здійснення контролю за додержанням податкового законодавства, правильністю обчислення, повнотою і своєчасністю сплати до бюджетів, державних цільових фондів податків і зборів, а також неподаткових доходів, установлених законодавством; — внесення у встановленому порядку пропозицій щодо вдосконалення податкового законодавства; — прийняття у випадках, передбачених законом, нормативно-правових актів і методичних рекомендацій з питань оподаткування; — формування та ведення Державного реєстру фізичних осіб — платників податків та інших обов'язкових платежів та Єдиного банку даних про платників податків — юридичних осіб; — роз'яснення законодавства з питань оподаткування серед платників податків; — запобігання злочинам та іншим правопорушенням, віднесеним законом до компетенції податкової міліції, їх розкриття, припинення, розслідування та провадження у справах про адміністративні правопорушення.
Законодавством передбачено розмежування функцій між Державною податковою адміністрацією України, державними податковими адміністраціями в Автономній Республіці Крим, областях, містах Києві та Севастополі та державними податковими інспекціями у районах, містах.

## Права, якими користуються органи Державної Фіскальної Служби
1) здійснювати на підприємствах, в установах і організаціях всіх форм власності та у громадян, в тому числі громадян-суб'єктів підприємницької діяльності, перевірки грошових документів, бухгалтерської та фінансової документації, пов'язаної з нарахуванням і сплатою податків та зборів; одержувати від службових осіб та громадян пояснення, довідки з питань оподаткування.

Періодичність таких перевірок та проведення обстежень виробничих, складських, торговельних та інших приміщень встановлюється Державною податковою адміністрацією України.

Органи державної податкової служби можуть запрошувати громадян, в тому числі громадян-суб'єктів підприємницької діяльності, для перевірки правильності нарахування та своєчасності сплати ними податків та обов'язкових зборів;

2) одержувати безоплатно від підприємств, установ та організацій (включаючи банківські, митні, фінансові), громадян довідки про діяльність, одержані доходи, витрати, рахунки та іншу інформацію, в тому числі таку, яка необхідна для формування інформативного фонду Державного реєстру фізичних осіб-платників податків та інших обов'язкових платежів;

3) обстежувати будь-які виробничі, складські, торговельні та інші приміщення суб'єктів господарювання незалежно від форм власності та житло громадян, якщо вони використовуються як юридична адреса суб'єкта підприємницької діяльності, а також для отримання доходів;

4) вимагати від керівників та інших службових осіб, підприємств, установ, організацій, а також від громадян, що перевіряються, усунення виявлених порушень податкового законодавства і законодавства про підприємницьку діяльність, контролювати їх виконання, а також припинення дій, які перешкоджають здійсненню повноважень посадовими особами органів державної податкової служби;

5) зупиняти операції підприємств, установ, організацій та громадян на рахунках в фінансово-кредитних установах у разі: — відмови у проведенні документальної перевірки чи недопущення посадових осіб органів державної податкової служби для обстеження приміщень; — неподання органам державної податкової служби бухгалтерської та іншої документації, пов'язаної із сплатою податків та обов'язкових зборів; — непред'явлення свідоцтв про державну реєстрацію суб'єктів підприємницької діяльності, ліцензій, патентів, сертифікатів тощо; — порушення суб'єктами підприємницької діяльності встановленого порядку реєстрації в органі державної податкової служби як платників податків, відсутності обліку об'єктів оподаткування;

6) вилучати (із залишенням копій) у підприємств, установ та організацій документи, що свідчать про приховування (заниження) об'єктів оподаткування, несплату податків і платежів, а у громадян-підприємців, які порушують порядок заняття підприємницькою діяльністю — реєстраційне свідоцтво, ліцензії, патенти з наступною передачею матеріалів про порушення органам, які видали ці документи;

7) застосовувати до підприємств, установ, організацій та громадян фінансові санкції: — в однократному розмірі донарахованих за результатами перевірки сум податків та інших платежів, а у разі повторного порушення протягом року — у двократному розмірі донарахованої суми; — в розмірі 10 відсотків належних до сплати сум податків, інших платежів за неподання або несвоєчасне подання органам державної податкової служби податкових декларацій, розрахунків, аудиторських висновків та інших документів, необхідних для обчислення податків, а також за неподання або несвоєчасне подання установам банків платіжних доручень на сплату податків та обов'язкових зборів; — застосовувати до банківських установ, юридичних осіб, фізичних осіб-суб'єктів підприємницької діяльності, які у встановлений строк не повідомили про відкриття або закриття рахунків у банках, фінансові санкції у вигляді стягнення від 20 до 100 неоподатковуваних мінімумів доходів громадян;

8) стягувати до бюджетів та державних цільових фондів донараховані за результатами перевірок суми податків, зборів, суми недоїмки, штрафів та інших санкцій, якщо ці платежі не сплачені добровільно в десятиденний строк з дня прийняття органом податкової служби відповідного рішення, з юридичних осіб — у безспірному порядку, а з громадян — за рішенням суду або за виконавчими написами нотаріусів;

9) надавати відстрочки і рострочки сплати податків, інших платежів на умовах податкового кредиту з урахуванням фінансового стану платників податків;

10) за несвоєчасне виконання банківськими та іншими фінансово-кредитними установами розпоряджень органів державної податкової служби про безспірне стягнення податків, внесків, зборів, а також доручень суб'єктів господарювання і громадян на сплату цих платежів стягувати з вказаних закладів пеню за кожний день прострочки, у розмірах, встановлених діючим законодавством;

11) накладати адміністративні штрафи на посадових осіб, громадян, винних у порушеннях діючого фінансового законодавства.
Розміри адміністративних штрафів встановлюються в певних кількостях неоподатковуваних мінімумів доходів громадян в залежності від характеру порушень;

12) користуватися безперешкодно у службових справах засобами зв'язку, які належать підприємствам, установам та організаціям незалежно від форм власності;

13) у разі виявлення зловживань давати доручення органам державної контрольно-ревізійної служби на проведення ревізій;
14) вимагати від керівників підприємств, установ, організацій, які перевіряються, проведення інвентаризації основних фондів, товарно-матеріальних цінностей, коштів та розрахунків; у потрібних випадках опечатувати каси, склади, архіви;

15) надавати інформацію з Державного реєстру фізичних осіб — платників податків та інших обов'язкових платежів іншим державним органам відповідно до чинного законодавства.

16) матеріально і морально заохочувати громадян, які подають допомогу в боротьбі з порушеннями податкового законодавства.

### Завдання податкової поліції
Завданнями податкової поліції, як спеціалізованого підрозділу з боротьби з податковими правопорушеннями, є такі:
- запобігання злочинам та іншим правопорушенням у сфері оподаткування, їх розкриття, розслідування та проведення провадження у справах про адміністративні правопорушення;
- розшук платників, які ухиляються від сплати податків, інших платежів;
- запобігання корупції в органах державної податкової служби та виявлення її фактів;
- забезпечення безпеки діяльності працівників державної податкової служби, захисту їх від протиправних посягань, пов'язаних з виконанням службових обов'язків.

Державна Фінансова інспекція України була центральним органом виконавчої влади, діяльність якого спрямовувалася  і координувалася Кабінетом Міністрів України через Міністра фінансів та який реалізував державну політику у сфері державного фінансового контролю. 28 жовтня 2015 року на базі Державної фінансової інспекції України постановою Уряду створена Державна аудиторська служба України.

## Державна аудиторська служба
Державна аудиторська служба України наразі здійснює державний фінансвий аудит, інспектування, перевірки закупівель та моніторингу закупівлі.
Державний фінансовий аудит є різновидом державного фінансового контролю і полягає у перевірці та аналізі органом державного фінансового контролю фактичного стану справ щодо законного та ефективного використання державних чи комунальних коштів і майна, інших активів держави, правильності ведення бухгалтерського обліку і достовірності фінансової звітності, функціонування системи внутрішнього контролю. Результати державного фінансового аудиту та їх оцінка викладаються у звіті. (ст. 3 Закону) [Архівовано 11 травня 2019 у Wayback Machine.]
Інспектування здійснюється Держаудитслужбою та її міжрегіональними територіальними органами у формі ревізії та полягає у документальній і фактичній перевірці певного комплексу або окремих питань фінансово-господарської діяльності підконтрольної установи, яка повинна забезпечувати виявлення наявних фактів порушення законодавства, встановлення винних у їх допущенні посадових і матеріально відповідальних осіб.
Результати ревізії викладаються в акті. (ст. 4 Закону)
Основним документом, який регламентує цей захід державного фінансового контролю є Порядок проведення інспектування Державною аудиторською службою, її міжрегіональними територіальними органами, затверджений постановою Кабінету Міністрів України від 20.04.2006 № 550 [Архівовано 10 травня 2019 у Wayback Machine.]
Докладніше:  Державна аудиторська служба України

## Основні завданняРахункової палати
- організація і здійснення контролю за своєчасним виконанням видаткової частини Державного бюджету України, витрачанням бюджетних коштів, у тому числі коштів загальнодержавних цільових фондів, за обсягами, структурою та їх цільовим призначенням;
- здійснення контролю за утворенням і погашенням внутрішнього і зовнішнього боргу України, визначення ефективності та доцільності видатків державних коштів, валютних та кредитно-фінансових ресурсів;
- контроль за фінансуванням загальнодержавних програм економічного, науково-технічного, соціального і національно-культурного розвитку, охорони довкілля;
- контроль за дотриманням законності щодо надання Україною позик і економічної допомоги іноземним державам, міжнародним організаціям, передбачених у Державному бюджеті України;
- контроль за законністю та своєчасністю руху коштів Державного бюджету України та коштів позабюджетних фондів в установах Національного банку України та уповноважених банках;
- аналіз встановлених відхилень від показників Державного бюджету України та підготовка пропозицій про їх усунення, а також про удосконалення бюджетного процесу в цілому;
- регулярне інформування Верховної Ради України, її комітетів про хід виконання Державного бюджету України та стан погашення внутрішнього та зовнішнього боргу України, про результати здійснення інших контрольних функцій.

Палата здійснює експертно-аналітичні, інформаційні та інші види діяльності, що забезпечують контроль за рухом загальнодержавних коштів; проводить ревізії і перевірки з фінансових питань в апараті Верховної Ради України, органах виконавчої влади, Національного банку України, Фонді державного майна, інших підпорядкованих Верховній Раді України органах, а також на підприємствах і в організаціях незалежно від форми власності; отримувати від керівників установ, що перевіряються всю необхідну документацію та іншу інформацію про фінансово-господарську діяльність; отримувати інформацію від державних організацій, фінансово-кредитних установ про стан рахунків та здійснювані операції підприємствами, які перевіряються; проводить експертизу проектів Державного бюджету України, проетів законів, міжнародних договорів тощо.
З метою забезпечення стабільної роботи організацій, підприємств, відповідно до прийнятого курсу по дерегулюванню підприємницької діяльності контролюючі органи повинні координувати терміни проведення перевірок. Згідно з урядовими постановами, планові виїзні перевірки фінансово-господарської діяльності суб'єктів підприємницької діяльності проводяться всіма контролюючими органами одночасно в день, визначений та повідомлений за 10 днів до початку перевірки органом державної податкової служби. При неможливості проведення одночасної перевірки, перевірки проводяться у різні терміни, погоджені контролюючими органами з підприємством, яке перевіряється.

## Аудиторський контроль
В сучасних умовах створення основ ринкового господарства особливого значення набуває аудиторський контроль. В 1993 р. в Україні був прийнятий Закон «Про аудиторську діяльність», який визначає правові засади здійснення аудиторської діяльності і спрямований на створення системи незалежного фінансового контролю з метою захисту інтересів власника.
Закон визначає аудит як перевірку публічної бухгалтерської звітності, обліку, первинних документів та іншої інформації щодо фінансово-господарської діяльності суб'єктів господарювання з метою визначення достовірності їх звітності, обліку, його повноти і відповідності чинному законодавству та встановленим нормативам.
Аудит здійснюється незалежними особами — аудиторами або аудиторськими фірмами. Аудиторські перевірки можуть проводитися з ініціативи керівництва або власників, засновників, господарюючого суб'єкта. Крім того, для певного переліку підприємств і організацій діючим законодавством встановлений обов'язковий аудит, це зокрема для: банків, інвестиційних фондів, інвестиційних компаний, інших небанківських фінансових установ, які здійснюють залучення коштів громадян або залучення чи торгівлю цінними паперами (крім операцій з випуску (емісії) власних корпоративних прав), бірж, страхових компаній, кредитних спілок, недержавних пенсійних фондів.
Затрати на проведення аудиторських перевірок суб'єкти господарювання відносять на валові витрати.
Крім проведення контрольної роботи, аудиторські послуги можуть надаватися у вигляді консультацій з питань організації бухгалтерського обліку, проведення фінансово-господарської діяльності згідно з діючим законодавством, у тому числі податковим. Аудиторські фірми — це комерційні організації, і тому всі свої послуги вони виконують за плату, розмір якої обумовлюється в договорі між замовником і аудиторською організацією.
Перед аудиторами ставляться високі професійні вимоги. Так, аудитор повинен мати кваліфікаційний сертифікат, який засвідчує його кваліфікаційну придатність, а також ліцензію, тобто дозвіл на заняття аудиторською діяльністю. Сертифікацію і ліцензування аудиторської діяльності в Україні здійснює Аудиторська палата.
При проведенні перевірок аудитори самостійно визначають форми і методи аудиту на підставі чинного законодавства, існуючих норм і стандартів, умов договору із замовником, професійних знань та досвіду. Аудитори мають право отримувати всі необхідні документи для проведення перевірок, а також пояснення до них. Крім того, можуть перевіряти наявність грошових коштів, майна, інших цінностей.

Поряд з цим аудитори зобов'язані належним чином надавати аудиторські послуги, повідомляти власників, замовників про виявлені недоліки ведення бухгалтерського обліку і звітності, зберігати в таємниці інформацію, отриману при проведенні аудиту.
З метою забезпечення об'єктивності і неупередженості в проведенні аудиторських перевірок діючим законодавством забороняється проведення аудиту аудитором, який має особисті майнові інтереси, прямі родинні стосунки з керівництвом господарюючого суб'єкта, що перевіряється, або є членом керівництва, засновником чи працівником (те ж саме — по відношенню до дочірніх підприємств, філій). Результати проведеної аудиторської перевірки оформляються аудиторським висновком, який є офіційним документом, що засвідчений підписом та печаткою аудитора або аудиторської фірми. В ньому повинен бути зроблений висновок стосовно достовірності звітності, повноти і відповідності чинному законодавству та нормативам бухгалтерського обліку фінансово-господарської діяльності.